# David Gray (snookerzysta)
David Gray (ur. 9 lutego 1979 w Londynie) – angielski snookerzysta.

## Kariera zawodowa
W 1995 zdobył tytuł mistrza Anglii amatorów i rok później przeszedł na status zawodowy. W 1998 wygrał turniej Benson&Hedges Championships (nie zaliczany do turniejów rankingowych). W 2000 wyeliminował na mistrzostwach świata jednego z faworytów Ronniego O’Sullivana.
W 2003 wygrał po raz pierwszy turniej rankingowy - Regal Scottish Open w Edynburgu. W drodze do końcowego sukcesu pokonał m.in. Joe Perry'ego, Stephena Hendry'ego, Joego Swaila i Johna Higginsa, a w finale Marka Selby'ego. W sezonie 2003/2004 znalazł się po raz pierwszy w czołowej "16" rankingu światowego - na pozycji nr 12. W 2004 osiągnął - także po raz pierwszy - ćwierćfinał na mistrzostwach świata (przegrał z późniejszym finalistą Graeme'em Dottem).
W listopadzie 2004 dotarł do finału rankingowego UK Championship, przegrywając jednak zdecydowanie decydujący mecz ze Szkotem Stephenem Maguire'em 1:10. W tym samym turnieju po raz pierwszy osiągnął maksymalny break snookerowy - 147 (jako 50. zawodnik w historii). Jest regularnym sparingpartnerem słynnego Jimmy'ego White'a.
Po sezonie 2004/2005 na dłuższy czas wycofał się z rozgrywek snookerowych. Powrócił jednak w kwalifikacjach do Mistrzostw świata 2011. Wygrał 2 mecze pre-eliminacyjne (odpowiednio z Davidem Singhem i Alim Bassirim). Przegrał jednak w 1. rundzie kwalifikacji z Liu Chuangiem 10-3.
Dnia 27 listopada 2011 podczas kwalifikacji do Player Tour Championship 10 w meczu z Ronniem Williamsem wbił swojego drugiego w karierze breaka maksymalnego (jako 80. zawodnik w historii).